# Cayo Cuchillo
Cayo Cuchillo (también escrito Isla Cuchillo o Punta de Cuchillo) es el nombre que recibe una isla que pertenece al Parque nacional Archipiélago de Los Roques al norte del país suramericano de Venezuela.

## Geografía
Administrativamente hace parte del Territorio Insular Miranda, una subdivisión de las Dependencias Federales de Venezuela. Geográficamente se localiza en el Mar Caribe, formando parte del archipiélago y parque nacional de Los Roques. Posee una superficie estimada en 259 hectáreas o 2,59 kilómetros cuadrados (por lo que tiene una superficie comparable a la Mónaco). Se encuentra al este del parque nacional entre la Gran Barrera Arrecifal del Este (al este) y la Ensenada o Bajo de los Corales (al este), al sureste de Esparquí y Cayo Simea, y al norte de los cayos Bubies (arriba, medio y abajo). Dentro de las clasificaciones del parque nacional es reconocida como parte de la llamada Zona de protección integral (PI).